# Olešná (ort i Tjeckien, Vysočina, lat 49,68, long 15,55)
Olešná är en ort i Tjeckien.   Den ligger i regionen Vysočina, i den centrala delen av landet, 90 km sydost om huvudstaden Prag. Olešná ligger 541 meter över havet och antalet invånare är 301.
Terrängen runt Olešná är platt. Runt Olešná är det ganska tätbefolkat, med 172 invånare per kvadratkilometer. Närmaste större samhälle är Havlíčkův Brod, 8,5 km söder om Olešná. Omgivningarna runt Olešná är en mosaik av jordbruksmark och naturlig växtlighet.